# وارن (مینه‌سوتا)
وارن، مینه‌سوتا (به انگلیسی: Warren, Minnesota) یک شهر در ایالات متحده آمریکا است که در شهرستان مارشال واقع شده‌است.

## خصوصیات
وارن ۳٫۷۳ کیلومترمربع مساحت و ۱٬۵۶۳ نفر جمعیت دارد و ۲۶۱ متر بالاتر از سطح دریا واقع شده‌است.